# Teodoryk z Freibergu

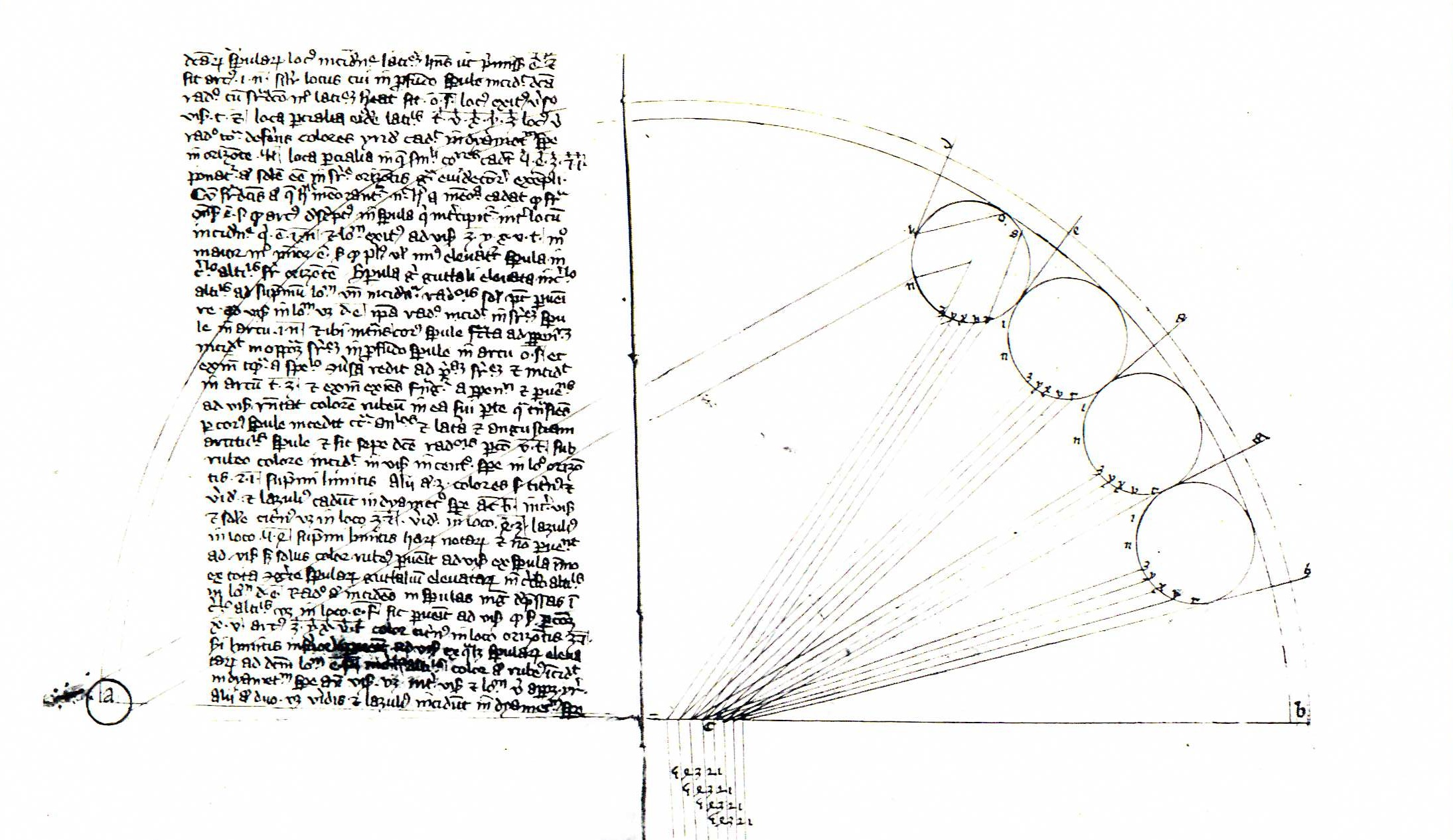
Ilustracja z dzieła De iride

Teodoryk z Freibergu (niem. Dietrich von Freiberg, łac. Theodoricus de Vriberg, zm. ok. 1311) – niemiecki duchowny katolicki oraz uczony; fizyk doświadczalny, teolog, członek zakonu dominikanów. Wykładowca teologii w Niemczech (Freiberg w Saksonii), przebywający też czasowo w Paryżu. Kontynuator dzieła Alberta z Kolonii. Autor ok. 30 książek o metafizyce i optyce.

## Dorobek w fizyce
W dziele O tęczy (łac. De iride) podał wyniki badań nad przechodzeniem promieni światła przez naczynia wypełnione wodą. Podał tam również wyjaśnienie tęczy za pomocą załamania i dyspersji. Zrobił to niezależnie od perskiego uczonego Kamala al-Farisiego. Teodoryk nie znał jednak poprawnego rozmiaru kątowego tęczy (42°), mimo że wcześniej zmierzył go Roger Bacon. Nie potrafił go również wytłumaczyć przez brak poprawnego prawa załamania. Zrobił to dopiero Kartezjusz w XVII w.